# コバドンガ (スクーナー)

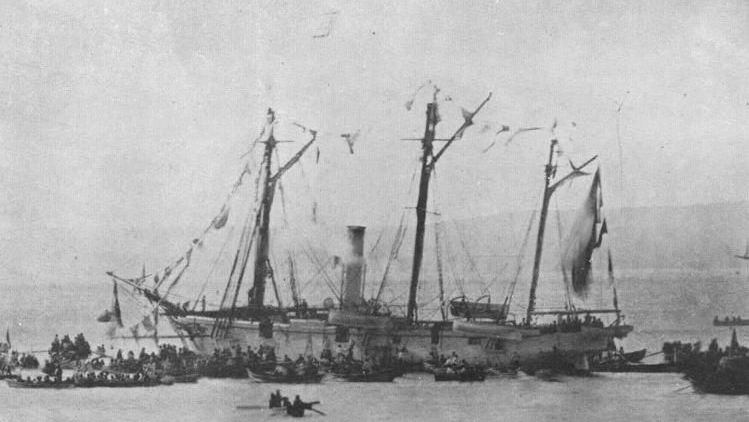
「コバドンガ」

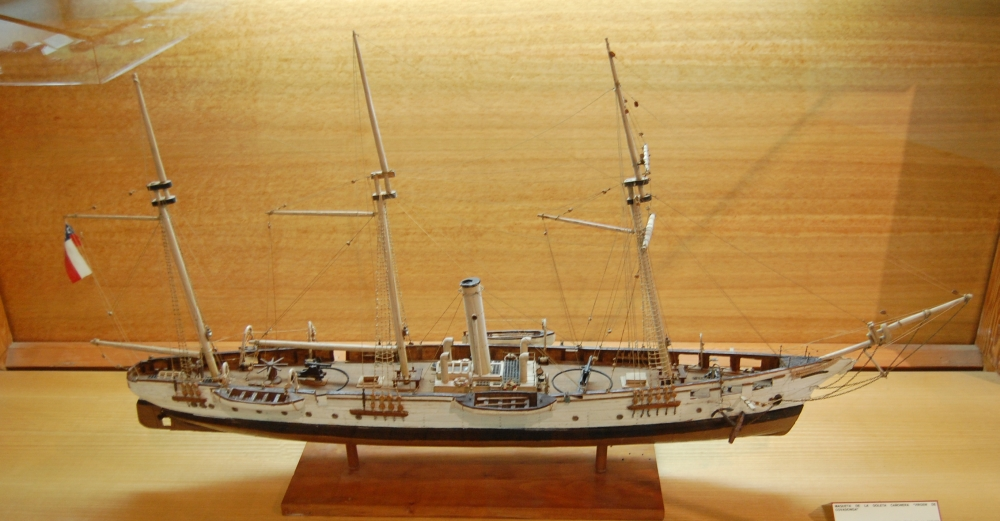
「コバドンガ」の模型

コバドンガ (Covadonga) はスペイン海軍の艦艇。スクリュー・スクーナー、スクリュー・スループ、もしくは砲艦。当初の艦名は「Virjen de Covadonga」であった。チリとの戦争時に鹵獲されてチリ海軍所属となり、太平洋戦争で戦没した。
船体は木製で、常備排水量630トン、垂線間長48.5m、最大幅7.1m。機関出力160公称馬力で速力8ノット。
兵装は"EARLY SPANISH STEAM WARSHIPS"では砲3門、The Naval War of Pacific 1879-1884のチリ艦艇の表では16口径163mm前装施条砲2門と20口径76mm前装施条砲1門、Ironclads at Warの1866年のチリ艦艇の表では20ポンド施条砲2門と68ポンド滑腔砲2門、同書の太平洋戦争時の艦艇の表では70ポンド前装砲2門、Andean Tragedyのチリ艦艇の表では70ポンド砲2門と9ポンド砲2門、Ironclads in Actionの「エスメラルダ」との戦闘の個所では68ポンド滑腔砲2門と32ポンド砲1門となっている。
カディスのArsenal de la Carraraで建造。1858年2月13日起工。1859年11月28日進水。
1865年、スペインはチリと戦争になる。同年11月26日、コキンボ沖でチリのコルベット「エスメラルダ」がイギリスの旗と遭難信号を掲げて「コバドンガ」に接近。停船した「コバドンガ」に対し「エスメラルダ」はチリの旗を揚げて攻撃を開始し、「コバドンガ」は降伏した。「コバドンガ」では4名が死亡した。この後、「コバドンガ」はチリ海軍で就役した。1866年2月7日、Abtao島付近で「コバドンガ」やペルーのフリゲート「Apurimac」などからなるチリ・ペルー艦隊はスペインのフリゲート「Villa de Madrid」、「Reina Blanca」と交戦した。
1879年、太平洋戦争が勃発する。
1879年4月5日、Williams Rebolledo率いるチリ艦隊（「アルミランテ・コクレーン」、「ブランコ・エンカラダ」ほか）はイキケ沖に着き、Williamsは4月15日からの封鎖実施を宣言。後に「コバドンガ」もイキケに来た。
5月16日（15日とも）、Williamsは「コバドンガ」と「エスメラルダ」をイキケ封鎖に残し、カヤオ攻撃に向かった。同じ16日、ペルー装甲艦「ワスカル」、「インデペンデンシア」は輸送船を護衛してカヤオを離れた。5月20日にアリカに到着後、チリ艦隊主力がイキケに不在であることを知ったペルー側は装甲艦2隻をイキケへ向かわせた。こうしてイキケの海戦が生起することとなる。
5月21日朝に「ワスカル」と「インデペンデンシア」はイキケに現れ、戦闘が始まる。しばらくして、「コバドンガ」は南へ向かい、「インデペンデンシア」がそれを追跡。「コバドンガ」は岸に沿って進み、3度目の体当たりを試みた際に「インデペンデンシア」は座礁した。「コバドンガ」は座礁している「インデペンデンシア」を攻撃したが、「ワスカル」が現れると逃走した。
5月26日、「ワスカル」が「コバドンガ」のいたアントファガスタを攻撃し、「コバドンガ」も反撃した。
10月2日、「ワスカル」がアリカにあるとの情報により「ブランコ・エンカラダ」、「アルミランテ・コクレーン」や「コバドンガ」他のチリ艦隊はアントファガスタより出撃し、アリカへ向かった。しかしアリカに到着したときそこには「ワスカル」はおらず、「ワスカル」は「Unión」とともに南へ向かったとの情報を得るとチリ艦隊は2隊に分かれて南下。10月8日に「ワスカル」と交戦して撃破し、鹵獲した（アンガモスの海戦）。
10月28日、「コバドンガ」はPisagua攻略部隊を乗せた船団を「アルミランテ・コクレーン」などと共に護衛してアントファガスタから出撃した。上陸は11月2日に行われた。
アリカ付近に集結したチリ軍は1880年6月5日に攻撃を開始し、翌日は「コバドンガ」や「アルミランテ・コクレーン」などによる砲撃も行われた。その際「コバドンガ」は2発被弾した。6月7日、アリカは陥落した。
9月13日、Chancayの封鎖にあたっていた「コバドンガ」はランチと小型帆船各1隻を発見し、まずランチを破壊。次いで艦長Pablo de Ferrariは放棄されていた帆船を艦に横付けさせることにした。Pablo de Ferrariは2度その帆船を捜索させたが不審物は発見されず、彼は副長に帆船引き上げの監督を命じた。その後、帆船の船首と船尾でいくつかの箱が見つかったが危険物ではないとされ、引き上げが命じられたが、その時帆船が爆発し、「コバドンガ」は沈没した。艦長以下73名が死亡、49名が捕虜となり、15名が「ピルコマヨ」に救助された。または艦長以下33名が死亡、48名が捕虜となり、29名が「ピルコマヨ」に救助された。